# Coenagrion brevicauda
Coenagrion brevicauda är en trollsländeart som först beskrevs av Aleksandr Nikolaevich Bartenev 1956.  Coenagrion brevicauda ingår i släktet blå flicksländor, och familjen sommarflicksländor. Inga underarter finns listade i Catalogue of Life.